# Westoverledingen
Westoverledingen település Németországban, azon belül Alsó-Szászország tartományban. Lakosainak száma 21 740 fő (2023. december 31.). Westoverledingen Weener községgel határos.

## Népesség
A település népességének változása:
| Lakosok száma | 20 775 | 20 912 | 21 019 | 21 539 | 21 678 | 21 740 |
|               | 2016   | 2017   | 2019   | 2021   | 2022   | 2023   |